# 孙利民
孙利民（？—，男，中国桥梁专家，同济大学教授，主要研究方向为桥梁健康监测、振动控制、桥梁地震响应分析。中华人民共和国教育部首批“长江学者”特聘教授、2017年当选国际桥梁与结构工程协会副主席。

## 生平
1985年，获清华大学土木系学士学位。1988年和1991年，分别获东京大学土木系硕士、博士学位。1991年至1992年，在日本东京大学任研究员。1992年至1999年，在日本大林组技术研究所任研究员。1999年在同济大学桥梁系工作任教授，博士生导师。